# 도에이 지하철 오에도선
도에이 지하철 오에도 선(일본어: 都営地下鉄大江戸線)은 도쿄 도 교통국이 운영하는 지하철 노선의 하나이다. 노선 색은 자주색이다. ○ 기호는 E를 사용한다. 도쿄 지하철 노선 중 가장 깊은 곳에 위치하고 있어 2011년 도호쿠 지방 태평양 해역 지진 당시에 도쿄 지하철 노선 중에서 유일하게 정상 운행된 노선이기도 했다.
개통 당시부터 2000년까지는 12호선이라고 불렸었다.

## 역사
- 1986년 6월 1일 - 히카리가오카 역 - 네리마 역 구간 착공 개시
- 1991년 12월 10일 - 네리마 역 ~ 히카리가오카 역이 개통
- 1997년 12월 19일 - 신주쿠역 ~ 네리마 역이 개통
- 2000년 4월 20일 - 국립경기장역 ~ 신주쿠역이 개통, 노선 명칭을 ‘12호선 오에도 선’으로 변경
- 2000년 12월 12일 - 모든 구간이 개통
- 2002년 11월 2일 - 시오도메 역이 영업 개시
- 전 구간이 개통한 날은 모두 '12'라는 숫자가 들어간 날이었다. (헤이세이 12년(=2000년)) 12월 12일
- 오에도 선을 비롯하여 도쿄 도 교통국 소속 모든 노선의 각 역마다 방문 기념 스탬프를 비치하였다.

## 운행 형태
노선의 전체적인 형태는 가지가 하나 나와 있는 고리 형태인 루프 구간이 있다. 이 노선은 루프선을 완주한 열차가 도청앞역으로 들어오면 히카리가오카 방면으로 곧장 출발하지 않고 신주쿠니시구치역 방면으로 회차한 후 다시 역방향으로 루프선을 한 바퀴 돌아 도청앞역을 다시 거쳐 히카리가오카로 들어가는 형태이며, 순환선의 형태이지만 실제로는 편도 노선처럼 운행한다. 따라서 전체 운행 형태는 히카리가오카-도청 앞-롯폰기-시오도메-료고쿠-이다바시-도청앞이다.

## 차량
- 12-000형
- 12-600형

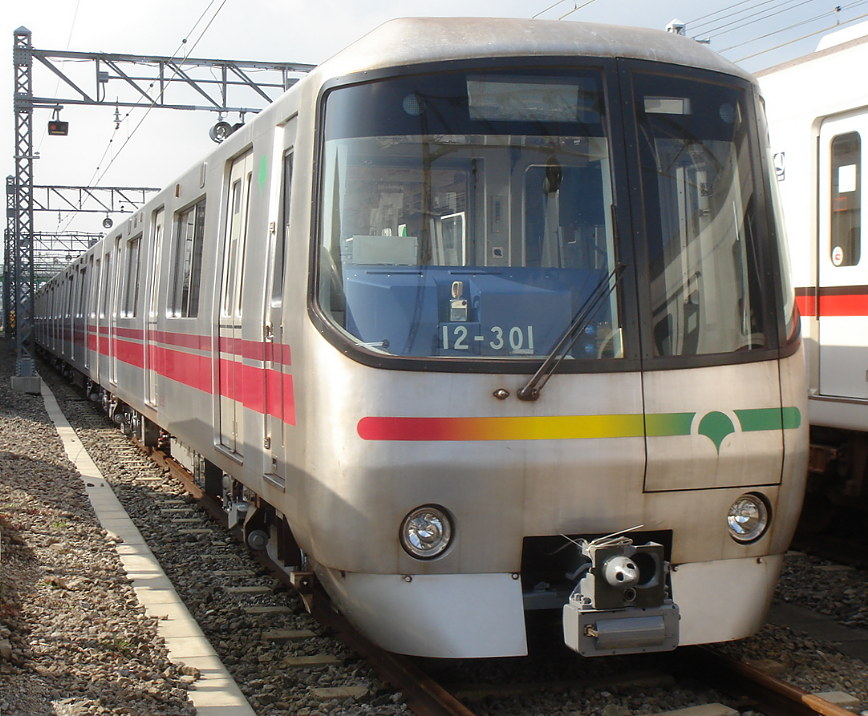
12-300형 모습
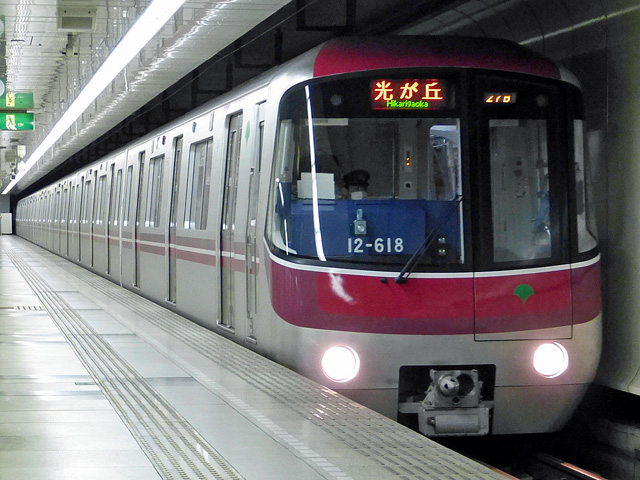
12-600형 모습

## 역 목록
| 역 번호 | 역명                            | 일어 역명                     | 접속 노선 | 역간 거리 | 누적 거리 | 소재지   | 소재지   |
| ------- | ------------------------------- | ----------------------------- | --- | --------- | --------- | -------- | -------- |
| E-28    | 도초마에 (도쿄도청)             | 都庁前 (東京都庁)             | 롯폰기 방면 · 히카리가오카 방면 (E-28) |           | 0.0       | 도 쿄 도 | 신주쿠구 |
| E-01    | 신주쿠니시구치                  | 新宿西口                      | 마루노우치 선 (신주쿠역, M-08) 야마노테 선 (신주쿠역, JY 17) 사이쿄 선 (신주쿠역, JA 11) 쇼난 신주쿠 라인 (신주쿠역, JS 20) 주오 쾌속선 (신주쿠역, JC 05) 주오·소부 완행선 (신주쿠역, JB 10) 게이오 전철 게이오 선 · 신선 (신주쿠역, KO 01) 오다큐 전철 오다와라 선 (신주쿠역, OH 01) 세이부 철도 신주쿠 선 (세이부 신주쿠 역, SS 01) | 0.8       | 0.8       | 도 쿄 도 | 신주쿠구 |
| E-02    | 히가시신주쿠                    | 東新宿                        | 후쿠토신 선 (F-12) | 1.4       | 2.2       | 도 쿄 도 | 신주쿠구 |
| E-03    | 와카마쓰카와다                  | 若松河田                      | | 1.0       | 3.2       | 도 쿄 도 | 신주쿠구 |
| E-04    | 우시고메야나기초                | 牛込柳町                      | 0.6 | 3.8       |           | 도 쿄 도 | 신주쿠구 |
| E-05    | 우시고메카구라자카              | 牛込神楽坂                    | 1.0 | 4.8       |           | 도 쿄 도 | 신주쿠구 |
| E-06    | 이다바시                        | 飯田橋                        | 도자이 선 (T-06) 난보쿠 선 (N-10) 유라쿠초 선 (Y-13) 주오·소부 완행선 (JB 16) | 1.0       | 5.8       | 도 쿄 도 | 분쿄구   |
| E-07    | 가스가 (분쿄 시빅 센터 앞)      | 春日 (文京シビックセンター前) | 미타 선 (I-12) 마루노우치 선 (고라쿠엔 역, M-22) 난보쿠 선 (고라쿠엔 역, N-11) | 1.0       | 6.8       | 도 쿄 도 | 분쿄구   |
| E-08    | 혼고 3초메                      | 本郷三丁目                    | 마루노우치 선 (M-21) | 0.8       | 7.6       | 도 쿄 도 | 분쿄구   |
| E-09    | 우에노오카치마치                | 上野御徒町                    | 히비야 선 (나카오카치마치 역, H-17) 긴자 선 (우에노히로코지 역, G-15) 야마노테 선 (오카치마치역, JY 04) 게이힌 도호쿠 선 (오카치마치역, JK 29) | 1.1       | 8.7       | 도 쿄 도 | 다이토구 |
| E-10    | 신오카치마치                    | 新御徒町                      | 쓰쿠바 익스프레스 (TX 02) | 0.8       | 9.5       | 도 쿄 도 | 다이토구 |
| E-11    | 구라마에                        | 蔵前                          | 아사쿠사 선 (A-17) | 1.0       | 10.5      | 도 쿄 도 | 다이토구 |
| E-12    | 료고쿠 (에도 도쿄 박물관 앞)    | 両国 (江戸東京博物館前)       | 주오·소부 완행선 (JB 21) | 1.2       | 11.7      | 도 쿄 도 | 스미다구 |
| E-13    | 모리시타                        | 森下                          | 신주쿠 선 (S-11) | 1.0       | 12.7      | 도 쿄 도 | 고토구   |
| E-14    | 기요스미시라카와                | 清澄白河                      | 한조몬 선 (Z-11) | 0.6       | 13.3      | 도 쿄 도 | 고토구   |
| E-15    | 몬젠나카초                      | 門前仲町                      | 도자이 선 (T-12) | 1.2       | 14.5      | 도 쿄 도 | 고토구   |
| E-16    | 쓰키시마                        | 月島                          | 유라쿠초 선 (Y-21) | 1.4       | 15.9      | 도 쿄 도 | 주오구   |
| E-17    | 가치도키                        | 勝どき                        | | 0.8       | 16.7      | 도 쿄 도 | 주오구   |
| E-18    | 쓰키지 시장 (아사히 신문사 앞)  | 築地市場 (朝日新聞社前)       | 1.5 | 18.2      |           | 도 쿄 도 | 주오구   |
| E-19    | 시오도메 (시오사이트)           | 汐留 (シオサイト)             | 유리카모메 도쿄 임해 신교통 임해선 (U-02) | 0.9       | 19.1      | 도 쿄 도 | 미나토구 |
| E-20    | 다이몬 (하마마쓰초)             | 大門 (浜松町)                 | 아사쿠사 선 (A-09) 야마노테 선 (하마마쓰초역, JY 28) 게이힌 도호쿠 선 (하마마쓰초역, JK 23) 도쿄 모노레일 하네다 공항선 (모노레일 하마마쓰초 역, MO 01) | 0.9       | 20.0      | 도 쿄 도 | 미나토구 |
| E-21    | 아카바네바시                    | 赤羽橋                        | | 1.3       | 21.3      | 도 쿄 도 | 미나토구 |
| E-22    | 아자부주반                      | 麻布十番                      | 난보쿠 선 (N-04) | 0.8       | 22.1      | 도 쿄 도 | 미나토구 |
| E-23    | 롯폰기 (도쿄 미드타운 앞)       | 六本木 (東京ミッドタウン前)   | 히비야 선 (H-04) | 1.1       | 23.2      | 도 쿄 도 | 미나토구 |
| E-24    | 아오야마 1초메                  | 青山一丁目                    | 긴자 선 (G-04) 한조몬 선 (Z-03) | 1.3       | 24.5      | 도 쿄 도 | 미나토구 |
| E-25    | 고쿠리쓰쿄지조 (도쿄 체육관 앞) | 国立競技場 (東京体育館前)     | 주오·소부 완행선 (센다가야역, JB 12) | 1.2       | 25.7      | 도 쿄 도 | 신주쿠구 |
| E-26    | 요요기                          | 代々木                        | 야마노테 선 (JY 18) 주오·소부 완행선 (JB 11) | 1.5       | 27.2      | 도 쿄 도 | 시부야구 |
| E-27    | 신주쿠                          | 新宿                          | 신주쿠 선 (S-01) 야마노테 선 (JY 17) 사이쿄 선 (JA 11) 쇼난 신주쿠 라인 (JS 20) 주오 쾌속선 (JC 05) 주오·소부 완행선 (JB 10) 게이오 전철 게이오 선 · 신선 (KO 01) 오다큐 전철 오다와라 선 (OH 01) | 0.6       | 27.8      | 도 쿄 도 | 시부야구 |
| E-28    | 도초마에 (도쿄도청)             | 都庁前 (東京都庁)             | 이다바시 방면 (E-28) | 0.8       | 28.6      | 도 쿄 도 | 신주쿠구 |
| E-29    | 니시신주쿠 5초메 (시미즈바시)   | 西新宿五丁目 (清水橋)         | | 0.8       | 29.4      | 도 쿄 도 | 신주쿠구 |
| E-30    | 나카노사카우에                  | 中野坂上                      | 마루노우치 선 (M-06) | 1.2       | 30.6      | 도 쿄 도 | 나카노구 |
| E-31    | 히가시나카노                    | 東中野                        | 주오·소부 완행선 (JB 08) | 1.0       | 31.6      | 도 쿄 도 | 나카노구 |
| E-32    | 나카이                          | 中井                          | 세이부 철도 신주쿠 선 (SS 04) | 0.8       | 32.4      | 도 쿄 도 | 신주쿠구 |
| E-33    | 오치아이미나미나가사키          | 落合南長崎                    | | 1.3       | 33.7      | 도 쿄 도 | 신주쿠구 |
| E-34    | 신에고타                        | 新江古田                      | 1.6 | 35.3      | 나카노구  | 도 쿄 도 |          |
| E-35    | 네리마                          | 練馬                          | 세이부 철도 이케부쿠로 선 · 유라쿠초 선 · 도시마 선 (SI 06) | 1.6       | 36.9      | 도 쿄 도 | 네리마구 |
| E-36    | 도시마엔                        | 豊島園                        | | 0.9       | 37.8      | 도 쿄 도 | 네리마구 |
| E-37    | 네리마카스가초                  | 練馬春日町                    | 1.5 | 39.3      |           | 도 쿄 도 | 네리마구 |
| E-38    | 히카리가오카                    | 光が丘                        | 1.4 | 40.7      |           | 도 쿄 도 | 네리마구 |

## 같이 보기
- 미라클 트레인
- 서울 지하철 6호선